# Dionigi di Augusta
San Dionigi di Augusta (fl. III-IV secolo) è stato un vescovo romano, vissuto probabilmente nel III o IV secolo.
Secondo gli Acta di Santa Afra (fine dell'VIII secolo) fu zio di questa e Narcisso, vescovo di Gerona, che lo avrebbe battezzato e ordinato vescovo di Augusta. 
Morì probabilmente sul rogo o con la decapitazione durante la persecuzione di Diocleziano. Qualcuno lo confuse con Zosimo, primo vescovo della città. 
Nella prima metà del XII secolo furono scoperte, nella chiesa di Sant'Ulrico, le sue reliquie. 
Papa Alessandro IV dispose la loro traslazione il 26 febbraio del 1258 e appunto il 26 febbraio è il giorno nel quale San Dionigi è ricordato.